# Xavier Barachet
Xavier Barachet (19 de noviembre de 1988, Niza, Francia) es un exjugador de balonmano profesional que jugaba de lateral derecho. Su último equipo fue el Saint-Raphaël VHB. Fue un componente de la selección de balonmano de Francia.

## Carrera
Llegó en el 2006 al Chambéry Savoie Handball, procedente de las categorías inferiores del Cavigal Nice Sports. Su primera experiencia en competición europea fue en la Copa EHF, en el año 2007, teniendo que esperar un año para debutar en la máxima competición de Europa, la Liga de Campeones de la EHF, estrenándose contra el HC Granitas-Karys, con 5 goles. Estando en el Chambéry, fue convocado por Claude Onesta para la selección francesa, en el torneo de Paris-Bercy de 2009. Su debut oficial se produjo contra la selección de Argelia. Su primer gran campeonato, fue Campeonato del Mundo de 2009, disputado en Croacia.  Francia ganó la final a Croacia proclamándose campeona del mundo con Barachet entre los elegidos. En 2010, Barachet apenas jugó 2 partidos, participando 1 minuto y 37 segundos en total en el Campeonato de Europa, siendo el jugador menos utilizado de los galos, en su victoria en el europeo. En el Mundial de 2011, adquirió una mayor importancia, debutando con 3 goles y 5 asistencias contra Túnez, aunque una pequeña lesión contra España, le obligó a perderse varios partidos regresando con 6 goles ante Islandia. Francia clasificó primera de grupo, cediendo un empate ante España, y en semifinales se enfrentó a la anfitriona, Suecia. Ante Suecia, Barachet anotó 2 goles de 3 intentos y dio 2 pases de gol, ganando los franceses por 29-26 y clasificándose para la final. En la final, ganó a Dinamarca, tras necesitar la prórroga, por llegar con 31-31 al final de los 60 minutos reglamentarios. Finalmente, el partido concluyó 37-35 con 3 goles de Barachet, logrando su segundo Mundial. Antes de disputarse el mundial, se hizo oficial su traspaso al BM Ciudad Real (CB Atlético Madrid), para la temporada 2012-13. Con el Chambéry, finalizó subcampeón de la Liga de Francia, los años 2008, 2009, 2010, 2011 y 2012, llegando también a la final en la Copa de Francia, en 2009 y 2011, y de la Copa de la Liga, en 2011, yéndose sin poder levantar ningún trofeo por culpa de la gran hegemonía del Montpellier HB. Su última convocatoria con la selección francesa como jugador del Chambéry, fue para los Juegos Olímpicos de Londres 2012, donde la selección logró la medalla de oro ante la selección de Suecia.
Su debut con el Atlético se produjo en el Mundial de Clubes, donde logró su primer título al ganar en la final al THW Kiel por 28-23. Mientras tanto, su debut en España, fue en la Supercopa de España, que perdieron contra el FC Barcelona Intersport 31-34. Por otra parte, su primer partido en la Liga ASOBAL, fue una victoria en casa frente al Naturhouse La Rioja por 31-23, con 3 goles de Xavier Barachet, que salió en el equipo inicial.
Durante el verano de 2013, con la desaparición del CB Atlético Madrid, se ve obligado a regresar a la liga francesa.

## Equipos
- Chambéry Savoie Handball (2006-2012)
- CB Atlético Madrid (2012-2013)
- Saint Raphaël VHB (2013-2016)
- PSG (2016-2017)
- Saint-Raphaël VHB (2017-2022)

## Palmarés

### BM Atlético Madrid
- Mundial de Clubes (2012)
- Copa del Rey (2013)

### PSG
- Liga de Francia de balonmano (1): 2017
- Copa de la Liga (1): 2017

### Selección nacional

#### Campeonato del Mundo
- Medalla de oro en el Campeonato del Mundo de 2009
- Medalla de oro en el Campeonato del Mundo de 2011

#### Campeonato de Europa
- Medalla de oro en el Campeonato de Europa de 2010

#### Juegos Olímpicos
- Medalla de oro en los Juegos Olímpicos de 2012

### Consideraciones personales
- Mejor lateral derecho de la Liga de Francia (2012)